# Paul Taylor (Choreograf)

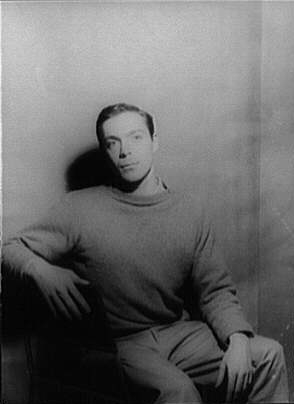
Carl Van Vechten: Paul Taylor (1960)

Paul Belville Taylor, Jr. (* 29. Juli 1930 in Wilkinsburg, Pennsylvania; † 29. August 2018 in New York City) war ein US-amerikanischer Choreograph.

## Leben

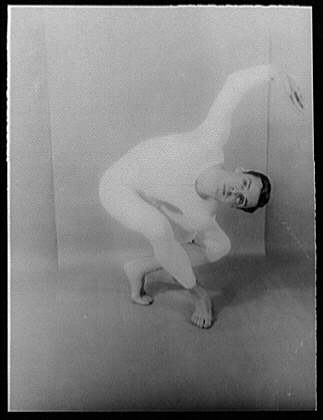
Paul Taylor (1960)

Taylor wurde in Wilkinsburg, Pennsylvania, geboren und wuchs in Washington, D.C., und Umgebung auf. In den späten 1940er Jahren studierte er an der Syracuse University, wo er 1953 einen Studienabschluss im Tanz unter Direktorin Martha Hill erreichte. 1954 schloss er sich einer kleinen Gruppe von Tänzern an und ab 1955 war er als Tänzer an der Martha Graham Dance Company tätig.
Neben seiner Tätigkeit als Tänzer begann er als Choreograph in seinem 1954 gegründeten eigenen Unternehmen Paul Taylor Dance Company zu arbeiten. 1959 wurde er als Gasttänzer von Balanchine am New York City Ballet eingeladen. Seine ersten Arbeiten als Choreograph waren vergleichbar mit den Arbeiten am Judson Dance Theatre. Seinen Durchbruch schaffte er als Choreograph 1962 mit seinem Werk Aureole. Als sein bekanntestes Werk ist Esplanade von 1975 zu nennen, aber auch andere Werke von hoher Qualität sowie Kontroversität ragen heraus. Zu denen zählen unter anderem Werke wie Big Bertha (1970), Cloven Kingdom (1976), Airs (1978), Arden Court (1981), Sunset (1983), Last Look (1985), Speaking in Tongues (1988), Brandenburgs (1988), Company B (1991), Piazzolla Caldera (1996), Black Tuesday (2001), Promethean Fire (2002) und Beloved Renegade (2008).
In seiner Laufbahn hat er mit namhaften Künstlern wie Robert Rauschenberg, Jasper Johns, Ellsworth Kelly, Alex Katz, Tharon Musser, Thomas Skelton, Gene Moore, John Rawlings, William Ivey Long, Jennifer Tipton, Santo Loquasto, James F. Ingalls, Donald York oder auch Matthew Diamond zusammengearbeitet.
1974 hatte Taylor einen Zusammenbruch auf der Bühne als Tänzer und arbeitete danach nur noch als Choreograph. Taylor lebte seit den 1950er Jahren mit seinem Lebensgefährten George zusammen.

## Auszeichnungen und Preise (Auswahl)
- Ehrendoktor des California Institute of the Arts
- Ehrendoktor des Connecticut College
- Ehrendoktor der Duke University
- Ehrendoktor der Juilliard School
- Ehrendoktor des Skidmore College
- Ehrendoktor der State University of New York at Purchase
- Ehrendoktor der Syracuse University
- Ehrendoktor der Adelphi University
- Auszeichnung für sein Lebenswerk von der MacArthur Foundation Fellowship
- Samuel H. Scripps American Dance Festival Award
- New York State Governor’s Arts Award
- New York City Mayor’s Award of Honor for Art and Culture
- 1989: Ehrenmitglied der American Academy of Arts and Letters
- 1969: Chevalier de l’Ordre des Arts et des Lettres
- 1984: Officier de l’Ordre des Arts et des Lettres
- 1990: Commandeur de l’Ordre des Arts et des Lettres
- 1990: Légion d’Honneur
- 1992: Kennedy-Preis
- 1992: Primetime Emmy Award for Outstanding Choreography
- 1993: National Medal of Arts

## Film über Taylor
- 1998: Dancemaker von Matthew Diamond

## Bibliografie
- Private Domain, von Alfred A. Knopf, wiederaufgelegt von North Point Press und später von der University of Pittsburgh Press